# Carlisle Cullen
Carlisle Cullen (poznan tudi kot Stregone Benefice) je knjižni lik, ki nastopa v seriji Somrak.
Je mož Esme Cullen, krušni oče Edwarda Cullena, Emmetta Cullena, Jasperja Hala, Rosalie Hale in Alice Cullen, tast Belle Swan in dedek Renesmee Cullen.
Rojen je bil okrog leta 1640 kot sin pastorja, ki je lovil in uničeval zlobna pravljična bitja. Na nekem lovu vampir ugrizne Carlisla in ta se spremeni v vampirja: postane vse, kar se mu je od nekdaj najbolj gnusilo. Potem pa najde način, kako lahko ljudem pomaga in ne škoduje: pije živalsko kri, ljudi, ki so na robu smrti pa »povampiri«, da ne umrejo. Tako reši Edwarda, Esme, Emmetta in Rosalie, da pa bi rešil še več ljudi, študira medicino in postane zdravnik.

## Pojavi

### Somrak
V Somraku se Carlislov posvojeni sin Edward zaljubi v navadno dekle, Bello Swan, ki pa ima samo eno napako: je namreč človek. Vse se zdi v redu, saj Bella ne ve za njihovo temno skrivnost. Potem pa ji Edward s svojimi nadnaravnimi močmi reši življenje. Od Jacoba Blacka Bella sliši legendo, ki pravi, da je družina Cullen vampirska družina. Edward to označi za resnico, doda pa še, da njegova družina in on pijejo le živalsko kri. Bella nekako prenese resnico in vse je v redu, dokler Bella ne postane tarča vstrajnega zlobnega vampirja Jamesa in njegovih prijateljev Victorie in Laurenta. Cullenovi Bello sicer obvarujejo, vendar ne povsem, saj ubijejo le Jamesa.

### Mlada luna
Mlada luna se prične z Bellinim osemnajstim rojstnim dnevom. Bella ni ravno zadovoljna, saj to pomeni, da je starejša od svojega sedemnajstletnega fanta. Na njeni rojstnodnevni zabavi se Bella ureže v darilni papir. Vsi se lahko zadržijo, le Edwardov brat Jasper postane žejen Belline krvi, vendar ga Edward ustavi. Ta dogodek Edwarda opomne na to, da z njunim razmerjem Bello postavlja v nevarnost. Zato z Bello prekine vse stike, ko se Cullenovi preselijo iz Forksa.
Da bi Bella slišala Edwardov glas, se je vrgla s skal v morje. Pred gotovo smrtjo jo reši Jacob. Edwarda pa Rosalie obvesti, da je Bella mrtva in zato Edward odpotuje v Volterro (Italija), kjer namerava razjeziti Volturije, da bi ga uničili. Alice se zato vrne v Forks, kamor pride po Bello zato, da bi Edwardu lahko dokazala, da ni mrtva. Edward že skoraj naredi usodno napako, pa zagleda Bello in se zadnji hip ustavi. Odnese jo brez posledic.

### Mrk
V Mrku se nadaljuje drama med Bello in Edwardom. Edward Belli razloži, da je odšel zato, da bi Bello obvaroval pred Victorio in Laurentom. Bella se želi ljubiti in nato spremeniti v vampirko, vendar Edward ni zato, saj meni, da bi jo lahko med ljubljenjem poškodoval in da so vampirji nagnusne prikazni brez duše. Poleg tega pa se Edward lahko ne bi znal več obvladati in bi Bello z lahkoto ubil. Ker pa Belli to veliko pomeni, Edward pristane, vendar se želi prej poročiti.
Vampirka Victoria še vedno želi ubiti Bello, zato ustvari vojsko novorojenih vampirjev, ki se še ne znajo obvladati, so pa zato toliko močnejši. Da bi zatrli to grožnjo, se Cullenovi združijo z delom ameriških volkodlakov, ki ga vodi Jacob Black. Victorio Jacob na koncu uniči, Bella in Edward pa se odločita za njuno zaroko povedati tudi Bellinemu očetu Charlieju.

### Jutranja zarja
Jutranja zarja se začne z Edwardovo in Bellino poroko. Medene tedne preživljata na Esminem otoku, otoku, ki ga je Carlisle podaril Esme za poročno darilo. Na njuno poročno noč se prvič ljubita in zjutraj je Bella polna modric, Edward pa je ves obupan. Obljubi ji, da se dokler je človek, ne bosta več ljubila, vendar obljubo prelomi. Bella na medenih tednih zanosi.
Edward in Bella se odpeljeta nazaj v Forks in Edward jo skuša prepričati v splav, vendar Bella ni za. Kmalu tudi Edward vzljubi otročička.
Bella ob porodu skoraj umre, vendar jo Edward še pravi čas spremeni v vampirko. Rodi deklico, Renesmee Carlie Cullen. Nekaj časa se Bella ne sme pribljižati Renesmee, saj bi jo lahko ogrožala (Renesmee je napol vampir, napol človek). Ko pa jo vidi, ugotovi, da je Jacob z Renesmee doživel vtisnjenje - postopek, pri katerem volkodlaki najdejo dušo dvojčico.
Vampirka Irina napačno obvesti Volturijeve, da je Renesmee nesmrten otrok (to so vampirji, ki so jih kot otroke spremenili in se nikoli ne postarajo, torej nikoli ne odrastejo ter se ne znajo obvladovati: ko je razsajala kuga je veliko vampirjev majhne dojenčke spremenilo v vampirje, vendar so to prepovedali). Ko Volturijevi prispejo v Forks, da bi uničili tako Renesmee, kot Cullenove in Bello, pa jim Cullenovi in njihovi prijatelji dokažejo, da Renesmee ni nesmrten otrok. Volturijevi odidejo.

## Film
V filmu, posnetem po knjigi Somrak je dr. Carlisla Cullena upodobil ameriški filmski igralec Peter Facinelli.